# Actinostella ornata
Actinostella ornata is een zeeanemonensoort uit de familie Actiniidae. De anemoon komt uit het geslacht Actinostella. Actinostella ornata werd in 1869 voor het eerst wetenschappelijk beschreven door Verrill. 